# Het Leven eener groote Abdij
Het Leven eener groote Abdij (Frans: La Vie d’un grand Monastère) is een Belgische film uit 1930 geregisseerd door Carlo Queeckers. De film toont de geschiedenis van de abdij van Tongerlo vanaf haar stichting in de 12de eeuw tot de grote brand van 1929 die de abdij grotendeels vernielde. Met de opbrengsten van de Tongerlofilm zou men de herstellingswerken van het klooster bekostigen. Het is de enige film van Queeckers die doorheen de jaren bewaard is gebleven.
In 2018 ontstond uit een samenwerking tussen de abdij van Tongerlo en CINEMATEK een gedigitaliseerde versie van Het Leven eener groote Abdij.

## Inhoud
De film opent met beelden van de wilde Kempen net voor de stichting van de abdij. Wanneer de rijke landheer Giselbert van Castelré het land aan de kloosterlingen schenkt beginnen zij ijverig aan hun abdij te werken. 
Daarna wordt het werk in de abdij en een mislukte aanval van een groep rovers getoond. In 1790 komen de dragonders van Tongerlo in opstand tegen het Oostenrijks bewind, waarna de voortzetting van het werk van de bollandisten na het afschaffen van de jezuïetenorde in beeld wordt gebracht. Tijdens de Franse Revolutie worden de kloosterlingen door de sansculotten uit de abdij verdreven, maar wanneer een groep landarbeiders in opstand komt kunnen ze in 1840 toch naar hun klooster terugkeren.
De film springt dan naar het heden om de kijkers een blik te gunnen in het alledaagse monastieke leven van de norbertijnen. Er wordt een volledige dag in het klooster getoond. Daarnaast komt ook een missievertrek naar Belgisch-Congo uitvoerig aan bod. 
Het laatste gedeelte richt zich op de brand van 1929 en de uiteindelijke wederopbouw. De film eindigt met een tableau van Onze-Lieve-Vrouw van Tongerlo die in superimpositie boven de abdij verschijnt.

## Productie
De voornaamste filmlocatie is de abdij van Tongerlo. Op het binnenplein stond een houten platformconstructie waarmee de cameraman vanop een hoogte kon filmen. Zo komt het poortgebouw, abtshuis en Bisschopshuis duidelijk in beeld. Verder werd ook gefilmd in de eeuwenoude lindelaan, de Abdijstraat, Tongerlodorp en bij de Beddermolen. Buiten Tongerlo ligt de focus op het monumentale kasteel van gravin Jeanne De Merode, dat heden fungeert als het gemeentehuis van Westerlo. De scènes met de aanstormende brandweerlui werden in Antwerpen en Geel gefilmd.
De cast bestaat volledig uit niet-professionele acteurs. Zo namen de monniken de grotere rollen voor hun rekening en vervulde de lokale bevolking de figurantenrollen. Deelnemen aan de film gebeurde erg spontaan: mensen werden simpelweg verzocht die ene dag van de brand na te spelen, veelal gewoon als zichzelf.

## Stijl
Queeckers maakt gebruik van een aantal procedés die de film een authentiek karakter geven. Zo kiest hij er bijvoorbeeld voor om zijn film te draaien in de abdij zelf, met niet-professionele acteurs en gebruikmakend van natuurlijke lichtbronnen. Opvallend is ook het systematische gebruik van de long take, waardoor acties die zich binnen een ononderbroken shot ontwikkelen frequent voorkomen.
De stijl van Het Leven eener groote Abdij toont ook overeenkomsten met de eigentijdse Europese kunstfilm. De silhouetten van de boeren die oprukken om de abdij te bevrijden van haar bezetters resoneren bijvoorbeeld met de picturale composities uit de vroege Deense cinema, terwijl Queeckers’ abstracte mise-en-scène rechtstreeks lijkt te komen uit Carl Theodor Dreyers La Passion de Jeanne d’Arc (1928). De experimenten met montage wijzen dan weer op de invloed van de Sovjetcinema van de jaren 1920.

## Receptie
Het gros van de vertoningen heeft plaatsgevonden binnen de provincie Antwerpen in gildezalen, parochiezalen, scholen en culturele centra.
Vanaf 1930 rapporteren diverse lokale kranten over de vooruitgang van het project en de korte inhoud van de film. Naast de naam van regisseur Carlo Queeckers wordt ook steeds vermeld dat de opbrengst zal dienen om de brandschade te herstellen. 
De meerderheid van de recensies zijn lovend. Vaak sporen ze het toekomstige publiek aan om de film te zien en zodoende de heropbouw van de abdij van Tongerlo te steunen.